# Teodoro Escolástico
Teodoro Escolástico (em latim: Theodorus Scholasticus; em grego: Θεόδωρος Σχολαστικός; romaniz.: Theódoros Scholastikós) foi um jurista do Império Bizantino ativo na segunda metade do século VI. Nasceu em Hermópolis, na Tebaida, no Egito. Compôs um pequena paráfrase em grego do Código de Justiniano do qual há inúmeros fragmentos em escólios das Basílicas do imperador Leão VI, o Sábio (r. 886–912) e noutras obras. Sobreviveu quase completamente preservada numa versão abreviada com aproximadas 168 novelas de Justiniano que foram datadas até o ano de 575.